# جاناتان ویلیامز (راننده مسابقه)
جاناتان ویلیامز (انگلیسی: Jonathan Williams؛ زادهٔ ۲۶ اکتبر ۱۹۴۲ در قاهره، مصر – درگذشتهٔ ۳۱ اوت ۲۰۱۴) رانندهٔ مسابقات اتومبیل‌رانی فرمول یک اهل بریتانیا بود. او در ۲۲ اکنبر ۱۹۶۷ در یک گراند پری از مسابقات جهانی فرمول یک شرکت کرد. ویلیامز در این مسابقه به مقام هشتم دست یافت، اما هیچ امتیازی کسب نکرد.
او شرکت در مسابقات را با حضور در مسابقات خودروهای سدان و رشته‌های مختلف فرمولا در اوایل دههٔ ۱۹۶۰ آغاز کرد و در سال ۱۹۶۳ با راهیابی به مسابقات فرمول سه، با تیم دو سنکتیس در این مسابقات شرکت کرد. در آن زمان او با سر فرانک ویلیامز جوان، شریدان تین و پیرس کارج همکاری داشت.
جاناتان ویلیامز در سال ۱۹۶۷ به استخدام تیم اسکودریا فراری درآمد و در ابتدا با این تیم در مسابقات خودروهای اسپورت شرکت کرد. در آن سال تیم فراری چندین راننده از جمله رهبر تیم، لورنزو باندینی، که بر اثر شدت جراحات وارده در تصادفی در گراند پری موناکو در همان سال کشته شده‌بود را از دست داده‌بود، و هم‌تیمی ویلیامز در مسابقات خودروهای اسپورت نیز در مرحلهٔ تمرین در ماه ژوئیه در پیست موجلو کشته شده‌بود. بعداً در همان سال به ویلیامز پیشنهاد شد که به جمع رانندگان فرمول یک بپیوندد. اما تنها پس از یک گراند پری، تیم فراری او را کنار گذاشت و مذاکرات بعدی او برای پیوستن به تیم آبارت نیز به نتیجه‌ای نرسید. با این حال، او در سال ۱۹۶۸ در چندین مسابقهٔ فرمول دو شرکت کرد و پیش از پیوستن به تیم سرنیسیما، در مسابقهٔ «جام راین» با خودرویی که توسط فرانک ویلیامز وارد مسابقه شده‌بود، به پیروزی رسید. او در سال ۱۹۶۹، همزمان با ادامهٔ حضورش در مسابقات فرمول دو، به توسعهٔ خودروی فرمول یک دتوماسو برای فرانک ویلیامز کمک کرد.
ویلیامز در سال ۱۹۷۰ و در مسابقه ۲۴ ساعته لمانز با یک خودروی پورشه ۹۰۸/۰۲ که حامل دوربین‌های فیلم‌برداری برای فیلم استیو مک‌کوئین با نام لو مان بود، رانندگی کرد.
در سال ۱۹۷۲ از مسابقات اتومبیل‌رانی بازنشست شد و به حرفهٔ خلبانی، که اعلام کرده‌بود که علاقه‌ای به آن ندارد، وارد شد (در ابتدا برای الساندرو دی توماسو). پس از آن نیز ویلیامز به نویسندگی و عکاسی روی آورد.
جاناتان ویلیامز در ۳۲ اوت ۲۰۱۴ در سن ۷۱ سالگی درگذشت. او در فیلم مستندی با نام استیو مک‌کوئین: مرد و لو مان، که نه ماه پس از مرگش منتظر شد، در ویدئویی در پایان فیلم که ویلیامز را در حال رانندگی برای فیلم لو مان در سال ۱۹۷۱ نشان می‌داد، ظاهر شد.

## نتایج کامل در مسابقات جهانی فرمول یک
(کلید)
| سال  | شرکت‌کننده                  | شاسی         | موتور              | ۱             | ۲      | ۳    | ۴     | ۵      | ۶        | ۷     | ۸      | ۹       | ۱۰     | ۱۱      | قهرمانی رانندگان | امتیاز |
| ---- | -------------------------- | ------------ | ------------------ | ------------- | ------ | ---- | ----- | ------ | -------- | ----- | ------ | ------- | ------ | ------- | ---------------- | ------ |
| ۱۹۶۷ | اسکودریا فراری اس‌پی‌ای سفاک | فراری ۳۱۲/۶۷ | فراری ۲۴۲ ۳٫۰ وی۱۲ | آفریقای جنوبی | موناکو | هلند | بلژیک | فرانسه | بریتانیا | آلمان | کانادا | ایتالیا | آمریکا | مکزیک ۸ | ر.ن.             | ۰      |